# Reci
Reci (in ungherese Réty) è un comune della Romania di 2239 abitanti, ubicato nel distretto di Covasna, nella regione storica della Transilvania.
Il comune è formato dall'unione di 4 villaggi: Aninoasa, Bita, Reci, Saciova.